# Red Dead Redemption
Red Dead Redemption è un videogioco di avventura dinamica del 2010 sviluppato da Rockstar San Diego e pubblicato da Rockstar Games originariamente per PlayStation 3 e Xbox 360. Il 29 ottobre 2024 stata rilasciata la versione per Microsoft Windows. Si tratta del secondo capitolo della saga di videogiochi Red Dead cominciata nel 2004 con Red Dead Revolver.
In seguito ai premi e alle vendite ottenute nel corso del 2010 (è stato vincitore di oltre 106 premi per il miglior videogioco dell'anno) è stata pubblicata un'edizione speciale del gioco chiamata Red Dead Redemption: Game of the Year Edition contenente tutti i DLC disponibili fino a quel momento. Il 29 maggio 2010 ne è stato tratto un cortometraggio (realizzato con la stessa tecnologia del gioco) intitolato Red Dead Redemption: The Man from Blackwater diretto dal regista australiano John Hillcoat e mandato in onda su Fox.
Nel 2012 Red Dead Redemption è stato eletto da IGN come il terzo miglior videogioco dell'era moderna.

## Trama
(John Marston)

### Ambientazione
Il gioco è ambientato nel 1911 lungo la frontiera tra gli Stati Uniti e il Messico. In questo periodo le terre selvagge, prive di ordine e di legge, iniziano a cedere il passo alle mire espansionistiche del governo e all'avvento della rivoluzione industriale. L'antico West è in via di estinzione.
La mappa del gioco è divisa in tre stati fittizi: New Austin, West Elizabeth, e Nuevo Paraíso. Il New Austin e il West Elizabeth sono adiacenti e confinano con il Nuevo Paraíso. Il Nuevo Paraíso è uno Stato messicano ed è separato dal territorio americano dal fiume San Luis. Ogni stato è caratterizzato da un'ambientazione unica che la distingue dalle altre.
Il New Austin è formato da quattro contee: Cholla Springs, Río Bravo, Gaptooth Ridge e Hennigan's Stead. Questo territorio si basa sui paesaggi classici del far west e la sua flora e fauna sono molto particolari. Abbondano le pianure deserte, i villaggi, ranch o animali come coyote, lupi, armadilli o puma, tra gli altri.
Il Nuevo Paraíso è il classico Stato messicano caratterizzato da un clima caldo e secco, terra arida e rossastra, villaggi e edifici costruiti con una pietra bianca e una fauna simile a quella del New Austin. Questo Stato è diviso in tre regioni: Punta Orgullo, Perdido e Diez Coronas.
Il West Elizabeth è lo Stato più industrializzato del gioco, in cui la civiltà moderna è più evidente. Infatti la città principale dello Stato, Blackwater, presenta edifici moderni, veicoli motorizzati, parchi e strade asfaltate. Il clima del territorio è opposto a quello degli altri, infatti sono presenti praterie, boschi e montagne innevate. La fauna, inoltre, include specie uniche come il bisonte e l'orso grizzly. Questo Stato è diviso in due contee: Tall Trees e Great Plains.
La reale trasposizione topografica verte in particolare sui territori del Texas e del Nuovo Messico che si affacciano sul Rio Grande per il New Austin mentre, per quanto riguarda il Nuevo Paraíso, il gioco si ispira ai territori di Coahuila, Durango, Nuevo León e Tamaulipas. La regione del West Elizabeth è basata principalmente sullo Stato del Colorado.

### Storia
John Marston è un ex bandito della banda di Dutch van der Linde, una gang, ormai sciolta, che seminava il terrore nel Paese. È entrato nel gruppo da giovanissimo, dopo essere fuggito dall'orfanotrofio dove era stato rinchiuso a 8 anni a causa della morte del padre, avvenuta dopo una rissa in un saloon (la madre, una prostituta, era invece deceduta nel darlo alla luce). Durante una rapina Marston viene ferito gravemente e abbandonato dai suoi compagni, ma sopravvive. Decide così di fuggire e cominciare una nuova vita con la sua compagna, Abigail, conosciuta proprio durante la sua militanza con la gang di criminali, e con il loro figlio, Jack. Per la coppia, che nel frattempo ha anche comprato un ranch, la tranquillità di una vita normale viene interrotta dalla neonata Bureau of Investigation (B.O.I.), la futura F.B.I. Questi eventi sono approfonditi e chiariti ulteriormente nel celeberrimo prequel Red Dead Redemption II, dove si esplorano proprio le dinamiche e gli eventi che hanno portato al declino e alla caduta della banda di Van Der Linde. 
Il leader della sede locale di Blackwater, Edgar Ross, ha intenzione di ripulire la regione dalla presenza di fuorilegge, a cominciare dai vecchi membri della banda più famosa, quella di Dutch van der Linde. Ross fa una proposta-ricatto a Marston: o John lo aiuta a catturare i suoi ex compagni o a lui, alla moglie e il figlio, che nel frattempo vengono presi e portati in un luogo segreto, sarà per sempre negata la libertà. Marston è così costretto ad accettare l'accordo e a vagare per la frontiera ancora una volta, per salvare la sua famiglia. Scortato nella cittadina di Armadillo, viene subito indirizzato dagli uomini del Bureau a Fort Mercer, un vecchio fortilizio dove uno dei membri della sua vecchia banda, Bill Williamson, si è rifugiato. Ma le cose non vanno come immaginato e John rimane gravemente ferito.
Salvato da una donna di nome Bonnie MacFarlane, che lo ospita nel suo ranch, John trascorre del tempo nella fattoria e nei suoi dintorni, sia per rimettersi in sesto, sia per ripagare Bonnie e il padre dell'aiuto. Tra una cavalcata per portare la mandria nei pascoli e la cattura di cavalli selvatici, Marston ritrova le forze e prende contatto con lo sceriffo di Armadillo, Leigh Johnson, per riprendere la caccia a Williamson. Inoltre fa amicizia con alcuni personaggi esuberanti, come il vecchio cacciatore di tesori e tombarolo Seth Briars e il venditore ambulante Nigel West Dickens. Grazie al loro aiuto, John e lo sceriffo riescono, dopo varie vicissitudini e scontri, ad avere la meglio sugli uomini di Bill Williamson, che però si dà alla fuga con l'aiuto di un altro ricercato della banda van der Linde, Javier Escuella.
Le tracce dei due criminali portano a sud, in Messico, nella regione di Nuevo Paraíso. John ci arriva sopra una zattera, attraverso il fiume San Luis che delimita il confine con gli Stati Uniti, trovandosi subito coinvolto nella guerra civile. Da una parte, infatti, ci sono i militari del governo guidati dal capitano Vincente De Santa e dal governatore provinciale, il colonnello Augustin Allende; dall'altra un gruppo di rivoluzionari comandati da Abraham Reyes, che sostiene di voler liberare il popolo dall'oppressione di uno Stato corrotto e sanguinario. Per raggiungere i suoi obiettivi, John si ritroverà ad agire al fianco di entrambe le fazioni, prima con quella dei soldati, poi, dopo essere stato tradito da questi ultimi che proteggono in realtà Bill Williamson e Javier Escuella, con quella dei rivoltosi.
Grazie ai ribelli, al suo leader Abraham Reyes e a Landon Ricketts, un noto pistolero del West emigrato in Messico per vivere in tranquillità, John Marston riesce, dopo aver partecipato a diversi scontri, a catturare o uccidere Escuella (in base alla scelta compiuta dal giocatore), all'interno del forte El Presidio. Successivamente Williamson viene eliminato durante un sanguinoso attacco a Escalera (la cittadina dove Allende ha la sua dimora) in un rocambolesco inseguimento a bordo di un calesse corazzato. Con Escuella e Williamson che non costituiscono più una minaccia, John può tornare a Blackwater per discutere con gli agenti Edgar Ross e Archer Fordham della sua liberazione e di quella dei suoi cari. Ma il debito dell'ex bandito con la giustizia non è stato ancora del tutto saldato.
Secondo gli agenti del B.O.I., c'è infatti da catturare ancora il terzo membro dell'ex banda van der Linde, ovvero il capo, Dutch, l'uomo che anni addietro aveva accolto nel suo gruppo John, per il quale era stato una figura paterna: egli si era preso cura di lui e gli aveva insegnato anche a leggere, oltre a maneggiare bene la Colt. Dutch van der Linde rappresenta una figura particolare: un uomo che inizialmente si considerava una sorta di Robin Hood, un campione del popolo, simbolo del romanticismo del selvaggio West, che con le sue gesta, anche violente, si opponeva al controllo del Governo e all'egoismo dei potenti in favore delle libertà individuali, ma che poi, pian piano, aveva preso coscienza dell'inutilità delle sue azioni ai fini dei suoi ideali utopistici, sprofondando in una sorta di disillusione e depressione. Un malessere interiore sfociato nella follia e in una rabbia cieca che lo avrebbe portato a compiere violenze e brutalità gratuite.
L'incontro tra John e Dutch avviene alla First National Bank di Blackwater, mentre van der Linde e la sua nuova gang, composta da giovani nativi americani, stanno tentando di rapinarla. È uno scontro che però non porta a nulla, in quanto Dutch riesce a fuggire dall'assedio degli agenti del B.O.I. Dopo una serie di ricerche e vicissitudini, con l'aiuto di Nastas, un nativo americano che collabora coi federali, Marston individua il covo dell'ex mentore sulle montagne di Cochinay, e con il supporto dell'esercito e del Bureau of Investigation riesce a sbaragliare gli uomini di Dutch. Quest'ultimo, dopo un concitato inseguimento, verrà a sua volta catturato da John. Dopo aver avvisato il suo ex compagno di avventura di non fidarsi dei federali, Dutch van der Linde si lancia nel vuoto, uccidendosi.
Per John Marston sembra arrivato il momento di ritirarsi per proseguire la sua nuova vita di ranchero e agricoltore. Congedatosi da Ross, il pistolero torna a casa dove lo aspettano Abigail, Jack e "Zio", un vecchio alcolizzato a cui John dà cibo e riparo in cambio di lavoro. Intanto, ricorda le parole di Dutch a proposito dei federali e della loro continua ricerca di "mostri" da combattere ed eliminare per giustificare la loro presenza e il loro stipendio agli occhi dell'opinione pubblica. In sua assenza il ranch è andato in malora. I ladri di bestiame hanno infatti rubato la mandria e la situazione economica è sfavorevole, così, John comincia ad allevare bovini, comprati dalla vecchia amica Bonnie MacFarlane, a catturare e vendere cavalli selvatici per guadagnare qualche dollaro e a coltivare la terra. Inoltre rinsalda il rapporto col figlio ormai adolescente, col quale in passato non andava molto d'accordo.
Per la famiglia Marston si prospetta un futuro di serenità quando Edgar Ross, insieme all'esercito americano si presenta al ranch dei Marston deciso a eliminare l'ultimo superstite della vecchia banda di Dutch van der Linde, ovvero John. Durante lo scontro, lo Zio muore e, dopo essersi rifugiati nella stalla, John permette alla moglie ed al figlio di fuggire, mentre lui rimane indietro per affrontare i federali e l'esercito. Così, armato della sua fidata Colt, esce allo scoperto e, dalla sparatoria che ne segue, John muore crivellato di colpi. 
Tre anni dopo, nel 1914, un Jack Marston, ormai adulto e assetato di vendetta, rintraccia l'ex capo del Bureau of Investigation, nonché responsabile della morte di John, Edgar Ross, sfidandolo a duello e uccidendolo, vendicando suo padre.

## Modalità di gioco
Red Dead Redemption è un gioco open world con una visuale in terza persona.
Il gioco offre un territorio vasto che può essere esplorato liberamente. Il giocatore può interagire in molti modi con l'ambiente circostante e può ingaggiare un combattimento con qualsiasi persona o animale, usando un vasto arsenale di armi da fuoco, tra queste ci sono anche "armi rare" che si possono acquistare dagli armaioli (es. revolver LeMat). I cavalli sono i mezzi di trasporto più comuni. Essi sono divisi in diverse razze che variano per la loro velocità e resistenza. Il giocatore ha la possibilità di rubarli, domare dei cavalli selvaggi o comprarli in un emporio. Il giocatore può possedere solo un cavallo per volta, questo risponderà sempre al fischio del protagonista e lo raggiungerà dovunque egli si trovi. Inoltre per spostarsi velocemente attraverso la mappa, il giocatore può utilizzare i treni e le diligenze. Marston possiede anche un kit, con il quale può accamparsi nelle terre selvagge. Nell'accampamento il giocatore può salvare i progressi di gioco, cambiarsi l'abito e viaggiare velocemente in un'altra zona. Il protagonista non ha la possibilità di nuotare e annegherà se prova a immergersi nell'acqua.
La progressione della storia principale è gestita nello stesso modo dei vari capitoli della serie Grand Theft Auto. Il giocatore deve svolgere una serie di missioni affidate da diversi personaggi. Le missioni si avviano dopo che il protagonista raggiunge un determinato punto della mappa contrassegnato da una lettera che solitamente indica il nome del datore di lavoro o in generale il personaggio che affiderà a Marston la missione. Ogni missione principale è preceduta da un filmato di lunghezza variabile, dove il protagonista interloquisce con il datore di lavoro. Sulla scena ci possono essere anche altri personaggi più o meno importanti ai fini della missione. I compiti sono piuttosto vari e possono spaziare da una violenta sparatoria a una corsa a cavallo, da un assalto a un treno fino alla difesa di una diligenza.

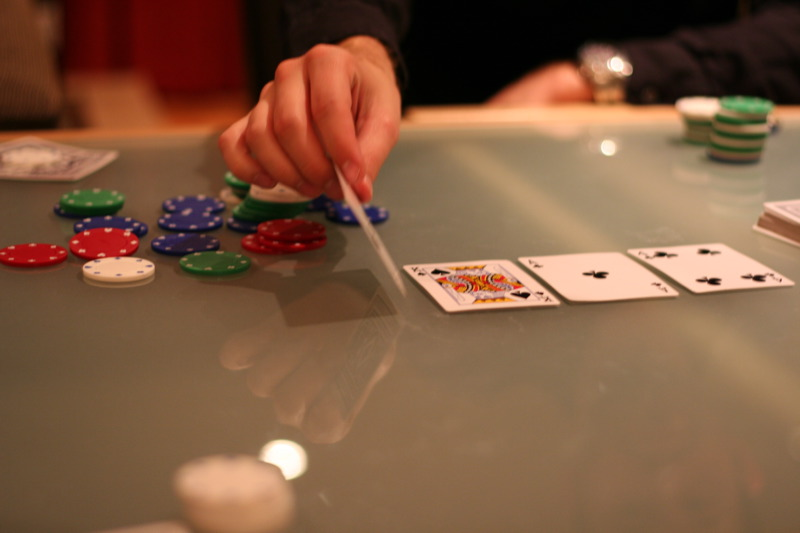
Il Texas hold'em è uno dei sei giochi d'azzardo con cui il giocatore può dilettarsi tra una missione e l'altra.

Oltre alle missioni principali, il giocatore può intervenire in molti eventi casuali, svolgere lavori e attività secondarie, aiutare gli “sconosciuti” e completare le sfide ambientali. Gli eventi casuali si attivano casualmente sulla mappa durante gli spostamenti del giocatore. Questi eventi includono impiccagioni, abusi, richieste di assistenza e di scorta, piccole scommesse con sconosciuti, aggressioni e altri ancora. Il giocatore è libero di scegliere se intervenire o andare avanti.
Per quanto riguarda le attività secondarie, è possibile cacciare diverse specie di animali per scuoiarli e vendere le loro pelli e la loro carne, raccogliere piante, comprare piccoli appartamenti, domare cavalli, svolgere ronde notturne nei villaggi, bere nei saloon, attaccare covi di bande criminali, catturare banditi ricercati, combattere in duello, derubare i passanti, rapinare banche, guardare alcuni filmati muti nei cinema e prendere parte a giochi d'azzardo come poker, dadi bugiardi, blackjack, cinque dita, braccio di ferro e ferri di cavallo. Il giocatore può anche aiutare alcune persone, gli “sconosciuti”, le quali storie rappresentano delle vere e proprie sottotrame che consentono di delineare il clima e il pensiero del periodo. Svolgendo alcune tra queste attività o altri determinati obiettivi, il giocatore ha la possibilità di sbloccare 14 abiti (che diventano 18 con i vari DLC) con cui personalizzare il protagonista. Alcuni di questi vestiti forniscono bonus e poteri speciali al giocatore. Infine, il giocatore può cimentarsi nelle quattro sfide ambientali. Le sfide riguardano la caccia e lo scuoiamento di determinati animali, la raccolta di determinate piante, la ricerca di alcuni tesori e l'abilità e la precisione con le armi da fuoco. Ogni sfida presenta una serie di dieci obiettivi da portare a termine con relativi premi. Completando tutte le sfide il protagonista diventerà una Leggenda del West e sbloccherà l'omonimo abito.
Svolgendo queste attività, il giocatore può guadagnare dollari, che possono essere spesi nei vari negozi per comprare molti oggetti come medicine, tabacco, mappe, munizioni, armi, capi d'abbigliamento e cavalli; ma anche bonus sull'onore e sulla fama del protagonista. Infatti, Red Dead Redemption usa un sistema di moralità che consente di incrementare la fama e l'onore del personaggio, in maniera positiva o negativa. Per esempio, se il giocatore cattura i banditi vivi o salva una donna da una rapina, incrementerà l'onore positivamente. Se invece commette dei crimini come l'omicidio o il furto incrementerà l'onore negativamente. Questo sistema insieme a quello della fama, determina come le altre persone si comportano con il protagonista. Se Marston ha un onore negativo, verrà disprezzato dagli altri cittadini o incuterà timore in essi. Se invece egli ha un onore positivo, i cittadini gli saranno grati e spesso lo ricompenseranno, riceverà sconti nei negozi e le persone chiuderanno un occhio sui suoi piccoli crimini. Marston può, comunque, preservare il suo onore indossando una bandana, con la quale diventerà irriconoscibile e i suoi valori di fama e onore si bloccheranno.

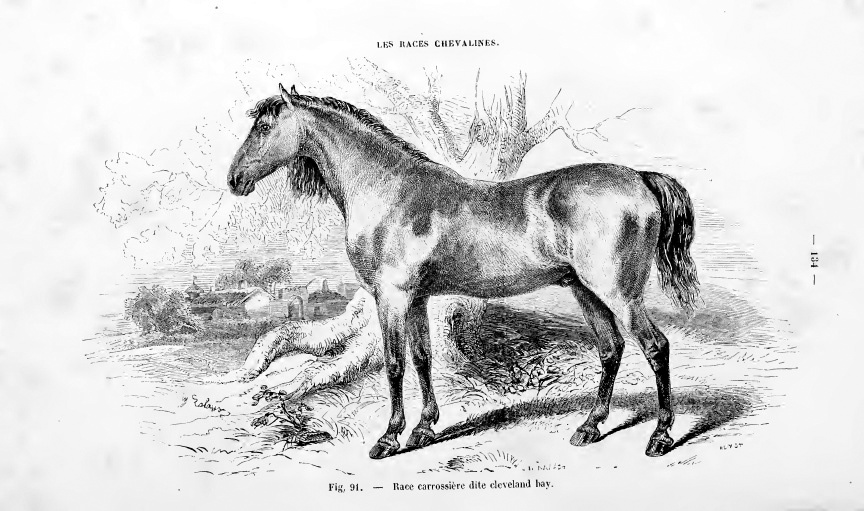
Il Baio di Cleveland, uno tra i cavalli più comuni nel gioco.

### Sistema di combattimento
I combattimenti e le sparatorie sono gli elementi principali del gioco. Il sistema di combattimento usa una visuale in terza persona. Il giocatore può prendere copertura dietro un muro o un oggetto per proteggersi dal fuoco nemico, mirare e sparare ad una persona specifica o sparare alla cieca. Si possono colpire anche specifiche parti del corpo per disarmare un nemico e renderlo non letale, in modo da catturarlo vivo. John Marston ha a disposizione un vasto arsenale di armi: rivoltelle, pistole, fucili a pompa, fucili bolt-action, fucili di precisione, coltelli, dinamite, molotov, un lazo, tomahawk e armi fisse come il cannone e la mitragliatrice Gatling.
Un'importante caratteristica del sistema di combattimento è il "Dead Eye". Questo è una specie di bullet time che permette ai giocatori di rallentare il tempo in modo da mirare con più precisione o di contrassegnare varie parti del corpo di uno o più nemici. In questo modo, quando la sequenza ha termine, Marston sparerà in rapida successione sui bersagli contrassegnati con estrema precisione.
Il sistema di ricercato in Red Dead Redemption è sensibilmente modificato rispetto a quello della serie Grand Theft Auto. Quando il giocatore commette un crimine vicino a dei testimoni, qualcuno di essi correrà verso l'ufficio di uno sceriffo più vicino per avvertire i tutori della legge. Il giocatore può corrompere i testimoni o ucciderli prima che raggiungano l'ufficio. Se il crimine viene commesso in presenza di un tutore della legge, comparirà immediatamente la scritta Ricercato insieme a una cifra in dollari che corrisponde alla taglia del protagonista. Questa taglia aumenta con ogni crimine commesso e, man mano che aumenta, i tutori della legge diventano più aggressivi e numerosi. Per riuscire a seminare gli uomini, il giocatore deve correre lontano da essi in modo da uscire dalla zona rossa contrassegnata nella mappa, e aspettare che l'indicatore Ricercato sparisca. È anche possibile cercare di uccidere tutti gli uomini di legge nella città finché la scritta non sia scomparsa. Anche quando la cattura è fallita, la taglia sulla testa del protagonista rimane e lo sceriffo assolderà dei cacciatori di taglie per dare la caccia al giocatore nelle terre selvagge. Non è possibile arrendersi a questi cacciatori di taglie, e quindi se il giocatore rinfodera la sua arma e resta fermo verrà comunque ucciso senza pietà. Solo gli sceriffi e i tutori della legge nelle città accetteranno la resa. Gli uomini di legge continueranno a dare la caccia al giocatore finché non paga la sua taglia o presenta una lettera di grazia. È anche possibile diminuire la taglia svolgendo dei lavori socialmente utili come la ronda notturna o la cattura di banditi ricercati. Il giocatore può anche corrompere un uomo della legge se ha abbastanza fama, onore e denaro. Se invece il giocatore decide di arrendersi durante un combattimento, verrà portato in prigione dove dovrà scontare la sua pena.

Red Dead Redemption usa un sistema di copertura che permette ai giocatori di nascondersi dietro un oggetto e proteggersi dal fuoco nemico. Inoltre l'indicatore Ricercato in alto a destra mostra il tasso di criminalità raggiunto dal protagonista.

### Multigiocatore
Red Dead Redemption include una modalità multigiocatore per un massimo di 16 giocatori a sessione. L'utente dispone di un personaggio sbloccabile e con ogni azione egli potrà aumentare il proprio livello d'esperienza. In questo modo il giocatore può ottenere nuove armi, sfide, equipaggiamento, nuove cavalcature e nuovi personaggi.
Esistono due tipi di modalità: libera e competitiva. La modalità Libera è il punto d'ingresso alla modalità multigiocatore, nella quale ogni giocatore (per un totale di 16) è libero di andare pressoché ovunque e di fare ciò che vuole. I giocatori possono riunirsi in piccoli team, chiamate “brigate”, di otto membri e partecipare ad attività come assalti a bande controllate dal computer o ad altre brigate, battute di caccia o partecipare come una squadra a una modalità competitiva. Le modalità competitive disponibili sono (incluse anche quelle aggiunte con i diversi pack scaricabili): Sparatoria, Corsa all'Oro, Difendi il Bottino, Afferra il Bottino, Giù le Mani, Roccaforte, Assalto dei Non Morti, Corse a Cavallo e Gioco d'Azzardo.
Quasi tutte le modalità iniziano con un Mexican standoff ovvero un duello in cui tutti i giocatori si trovano faccia a faccia. I giocatori che sopravvivono al duello hanno il vantaggio di poter esplorare il campo di battaglia alla ricerca di armi e bonus nel mentre aspettano che i nemici ricompaiono. Sparatoria è un classico deathmatch (a squadre o tutti contro tutti), in cui vince chi uccide il maggior numero di giocatori possibile. In Corsa all'Oro i giocatori devono cercare di raccogliere il maggior numero di bottini e bauli possibili. In Difendi il Bottino ogni squadra deve proteggere un bottino dai tentativi di furto degli avversari. Mentre in Afferra il Bottino entrambe le squadre vanno a caccia di un solo bottino. Giù le Mani è una modalità dove vari giocatori si contendono un territorio. I giocatori che hanno posseduto il territorio per più tempo guadagnano punti esperienza. In Roccaforte due squadre a turno attaccano o difendono dei punti strategici sulla mappa con numerosi obiettivi da completare. Vince la squadra che porta a termine il maggior numero di obiettivi allo scadere del tempo. Assalto dei Non Morti è una modalità in cui un gruppo di 2-4 giocatori deve resistere all'assalto di infinite ondate di non morti. Infine i giocatori possono cimentarsi nelle versioni multigiocatori di poker e dadi bugiardi e competere nelle corse a cavallo fino a un numero massimo di sei giocatori.

## Sviluppo
Un teaser trailer del progetto viene mostrato per la prima volta a una conferenza Sony nel 2005 per una piccola selezione di persone. Il trailer era una sorta di tech demo per mostrare il motore grafico di nuova generazione RAGE in un'ambientazione western.
Lo sviluppo del gioco vero e proprio iniziò nel 2008 quando i lavori su Manhunt 2 e Bully: Scholarship Edition terminarono. Il gioco era inizialmente chiamato RDR2 (Red Dead Revolver 2) ed era previsto per PlayStation 2 e Xbox.
Ma solo il 3 febbraio 2009, Rockstar Games annuncia ufficialmente il gioco per Xbox 360 e PlayStation 3 con il primo trailer ufficiale.
Il 6 maggio 2009, il trailer di debutto diventa disponibile sul sito IGN e sul sito ufficiale della Rockstar Games.
Il cofondatore della Rockstar, Dan Houser, ha affermato che Red Dead Redemption è stato un "incubo" da creare e che lo sviluppo del gioco dal punto di vista tecnico fu un "gran malditesta". Rockstar stessa ha dichiarato che Red Dead Redemption è "più ambizioso" di Grand Theft Auto IV e che sarebbe diventato il "gioco open world definitivo".
Un secondo trailer, intitolato My name is John Marston, che dà nuove informazioni sul protagonista del gioco viene distribuito il 1º dicembre 2009. Con questo trailer Rockstar rivela l'iniziale data d'uscita del gioco: il 27 aprile 2010.
Un altro trailer, Gameplay Series: Introduction, viene distribuito durante la seconda settimana di dicembre. Esso ci dà una dettagliata descrizione delle meccaniche del gioco.
Il secondo video, Gameplay Series: Weapons and Death, viene distribuito il 28 gennaio 2010. Il video ci mostra il sistema di combattimento e la fisica delle morti.
Il video La Legge, distribuito l'11 febbraio 2010, ci presenta alcuni personaggi che hanno il compito di far rispettare la legge nel gioco come Leigh Johnson (lo Sceriffo), i Vice e l'agente Edgar Ross.
Le Donne - Peccatrici, Sante e Sopravvissute viene distribuito il 24 febbraio 2010. Questo video ci mostra come sono caratterizzate le figure femminili nel Far West del gioco.
Il video Gameplay Series: Vita nel West viene distribuito il 17 marzo 2010. In questo video possiamo vedere che il protagonista può cacciare animali per vendere le loro pelli, catturare cavalli selvatici, giocare a poker, bere, comprare giornali, accamparsi alla fine di una giornata (per salvare la partita) o unirsi a un altro campo per ricevere notizie su quello che accade nel mondo del gioco. Il 24 marzo 2010, Rockstar posticipa l'uscita del gioco a maggio.
Il quarto video Gameplay Series: Vita nel West - Parte 2 viene distribuito il 1º aprile 2010. Questo video ci mostra le meccaniche dei duelli (simili a quelli di Red Dead Revolver), alcune missioni e incontri accidentali che il giocatore può avere durante il gioco.
Infine è stato distribuito, a pochi giorni dal lancio ufficiale, uno spot che illustrava le ultime sequenze di gioco.
Il gioco è stato pubblicato sia per Xbox 360 che per PlayStation 3, con la sostanziale differenza che la versione del gioco per Xbox 360 ha una risoluzione nativa a 720p, mentre quella della versione PlayStation 3 è di 1152x640p. Lo sviluppo di Red Dead Redemption ha richiesto 800 persone e quasi sei anni per essere completato, con un costo totale stimato approssimativamente a 100 milioni di dollari, diventando così uno dei giochi più costosi che siano mai stati sviluppati.
L'11 aprile 2018 viene avanzata la retrocompatibilità di Red Dead Redemption e della sua espansione Undead Nightmare per Xbox One X. I benefici dell'aggiornamento comprendono il supporto al 4K nativo della console, un miglioramento dei filtri antialiasing e anisotropici, e della qualità generale delle texture.
Il 7 agosto 2023 Rockstar Games ha annunciato un porting del gioco per PlayStation 4 e Nintendo Switch, in uscita il 17 agosto (in formato digitale) e il 13 ottobre (in formato fisico). È inoltre disponibile una patch per PlayStation 5 che sblocca i 60 fps. 
L'8 ottobre 2024 Rockstar Games ha annunciato l'arrivo di una versione per Microsoft Windows, che è uscita il 29 ottobre successivo.

## Colonna sonora
La colonna sonora ufficiale del gioco è stata pubblicata dalla Rockstar il 18 maggio 2010.

## Espansioni e patch
Sono state distribuite sei espansioni su PlayStation Network e Xbox Live. I pacchetti sono: Fuorilegge per sempre, Leggende e killer, Bari e bugiardi, Vestito per caccia e commercio, Terrore dall'Oltretomba e Miti e ribelli. Oltre a ciò furono pubblicate anche diverse patch, atte a correggere alcuni problemi legati all'avventura principale, delle espansioni e dei vari DLC assieme ai tempi d'attesa ridotti, l'eliminazione dei bug presenti in alcune missioni e diverse migliorie apportate alle modalità multigiocatore.

### Fuorilegge per sempre
Questo pacchetto, gratuito, è disponibile dal 22 giugno 2010 e aggiunge i seguenti contenuti:
- 6 nuove missioni da giocare in multigiocatore cooperativo da due a quattro giocatori.
- 10 nuovi trofei o obiettivi da sbloccare nella propria console.[30]

### Leggende e killer
Questo pacchetto, dal costo di 9,99 euro sul PlayStation Network o 800 Microsoft Points su Xbox Live, è disponibile dal 10 agosto 2010 e aggiunge i seguenti contenuti:
- 9 nuove mappe per le modalità in multigiocatore competitivo.
- 8 nuovi personaggi multigiocatore: Red Harlow, Jack Swift, Mr. Kelley, Annie Stoakes, Buffalo Soldier, Shadow Wolf, Ugly Chris e Pig Josh.
- Una nuova arma da lancio, il tomahawk (utilizzabile sia nel multiplayer che nel singleplayer), con relative sfide dedicate.
- 10 nuovi trofei o obiettivi da sbloccare nella propria console.[31]

### Bari e bugiardi
Questo pacchetto, dal costo di 9,99 euro sul PlayStation Network o 800 Microsoft Points su Xbox Live, è disponibile dal 21 settembre 2010 e aggiunge i seguenti contenuti:
- 7 nuovi covi delle bande in multigiocatore.
- 4 nuovi terreni di caccia in multigiocatore.
- Nuova modalità in multigiocatore competitivo: Roccaforte.
- Punteggi e classifiche multigiocatore basate sulle brigate.
- Nuove corse a cavallo in multigiocatore.
- 16 nuovi personaggi multigiocatore: Abigail Marston, Bonnie MacFarlane, Irlandese, Jack Marston, John Marston, Leigh Johnson, Luisa Fortuna, Nigel West Dickens, Seth Briars, Abraham Reyes, Agustin Allende, Bill Williamson, Dutch van der Linde, Edgar Ross e Harold MacDougal
- Versioni multigiocatore di Dadi bugiardi e Poker, tratti dalla modalità giocatore singolo.
- Una nuova arma da fuoco, il fucile esplosivo (utilizzabile sia nel multigiocatore che nel singleplayer), con relative sfide dedicate.
- 10 nuovi trofei su PlayStation 3 o 15 nuovi obiettivi su Xbox 360.[32]

### Vestito per caccia e commercio
Questo pacchetto, gratuito, è disponibile dal 12 ottobre 2010 e aggiunge i seguenti contenuti:
- Due nuovi vestiti per la modalità giocatore singolo: Abito da cacciatore esperto (se indossato, raddoppia il numero di pelli e carni che si ottengono scuoiando gli animali) e Abito da saggio mercante (se indossato, dà uno sconto del 50% su tutte le merci vendute dagli armaioli).
- Un nuovo animale leggendario, il Lepronte, disponibile per la caccia sia come multigiocatore che giocatore singolo.[33]

### Terrore dall'Oltretomba
Questo pacchetto, dal costo di 9,99 euro sul PlayStation Network o 800 Microsoft Points su Xbox Live, è disponibile dal 26 ottobre 2010 e aggiunge i seguenti contenuti:
- Una nuova avventura per John Marston che si sviluppa parallelamente alla storia principale. L'espansione è ambientata durante l'ultimo capitolo della storia di Red Dead Redemption quando, da un giorno all'altro, un'epidemia devasta la frontiera trasformando le persone in zombie. La storia di Undead Nightmare non interferirà in alcun modo con la storia principale, ma come con GTA IV e le sue espansioni The Ballad of Gay Tony e The Lost and Damned si avrà un menu a parte nel menu principale.
- La nuova avventura in singleplayer introduce missioni primarie e secondarie, nuove sfide e eventi dinamici.
- Le missioni da cacciatore di taglie sono ora sostituite da missioni di ricerca, in cui il giocatore deve rintracciare un sopravvissuto della piaga zombie e portarlo a casa dalle loro famiglie. I covi delle bande vengono sostituiti da cimiteri, in cui il giocatore può eliminare orde di zombie.
- Nuovi animali infettati (tra cui orsi, cavalli, coyote, lupi e puma).
- Nuovi animali leggendari come il Chupacabra, l'Unicorno e il Sasquatch[34].
- Nuove armi: L'Archibugio (arma che si ricarica con parti di zombie e causa l'esplosione dello zombie colpito), la torcia (arma corpo a corpo che brucia gli zombie), l'acqua santa (brucia gli zombie con un fuoco azzurro), l'esca zombie (attira tutti gli zombie nelle vicinanze) e il rivestimento al fosforo per i proiettili, che diventano incendiari bruciando gli zombie con un fuoco azzurro.
- Sei nuove cavalcature: i cavalli dell'apocalisse, l'unicorno e il cavallo zombie.
- Non si potrà salvare sempre, prima bisognerà liberare una città dagli zombie, e per premio i sopravvissuti vi daranno munizioni e un letto.
- Nuove modalità multigiocatore, ovvero Assalto dei Non Morti in cui bisogna sopravvivere alle ondate di zombie e Giù le mani, una modalità in cui bisogna prendere il controllo di alcuni punti specifici.
- 8 nuovi personaggi multigiocatori: Poe Boll, Magic Jackson, Zombi Ricketts, Zombi Marston, Viper Craven, Ismael Raimi, Sarah Reese e Paco Romero.
- 12 nuovi trofei o obiettivi da sbloccare nella propria console.[35]

Il 26 novembre 2010 è uscito Red Dead Redemption: Undead Nightmare, un disco stand-alone contenente tutte le espansioni del gioco (tranne Miti e Ribelli e Vestito per caccia e commercio) ma senza l'avventura principale di Red Dead Redemption.

### Miti e ribelli
Questo pacchetto, gratuito, è disponibile dal 13 settembre 2011 e aggiunge i seguenti contenuti:
- 8 nuovi personaggi multigiocatori: Drew MacFarlane, Eli, Javier Escuella, Jonah, Landon Ricketts, Nastas, Vincente DeSanta e Zio.
- 10 nuove mappe per le modalità in multigiocatore competitivo.
- Nuove modalità di gioco multigiocatore per 4 mappe già presenti.[36]

## Edizioni speciali

### Limited Edition
Il giorno del lancio fu resa disponibile anche un'edizione speciale chiamata Limited Edition, che aggiunge al gioco i seguenti elementi:
- L'Abito da assassino letale. L'abito, quando indossato da John Marston, fa in modo che il Dead Eye si rigeneri al doppio della velocità (il Dead Eye da più tempo per posizionare ciascun colpo con totale accuratezza).
- Il Destriero (War Horse). È un cavallo speciale che possiede caratteristiche fisiche simili a quelle degli altri tre stalloni a tre stelle del gioco.
- Le Armi dorate. Queste armi sono la versione color oro di tutti i revolver, pistole e fucili presenti nel gioco base. Esse forniscono un maggior incremento della fama per ogni nemico ucciso durante le missioni.
- Colonna sonora originale.

### Red Dead Redemption: Game of the Year Edition
Nell'ottobre 2011 è stata pubblicata un'edizione speciale del gioco chiamata Red Dead Redemption: Game of the Year Edition, contenente oltre al gioco originale tutte le sei espansioni, inclusi i contenuti speciali della Limited Edition, e una nuova modalità Hardcore per il singleplayer.
Nella versione per PlayStation 3 il tutto è contenuto in un unico Blu-ray, mentre nella versione per Xbox 360 il gioco è suddiviso in due dischi:
- Disco 1: l'avventura originale di Red Dead Redemption e i DLC per il singleplayer
- Disco 2: l'espansione per singolo giocatore Undead Nightmare e i DLC del multiplayer

Inoltre nella versione per Xbox 360 è stato incluso il covo dei banditi a Solomon's Folly e un vestito fino ad allora esclusivi della versione per PlayStation 3.

## Vendite e riconoscimenti
Agli Spike Video Game Awards 2010, il gioco vince i premi "Game of the Year", "Best Song in a Game" (per Far Away di José González), "Best Original Score" e "Best DLC" (per Undead Nightmare). Dopo poco più di un anno dalla sua uscita, Red Dead Redemption ha già ricevuto oltre 106 premi come miglior gioco del 2010.
Appena dopo due mesi dall'uscita il gioco vende oltre 5 milioni di copie, diventando il gioco più venduto dell'anno e anche un best seller negli Stati Uniti con 1,5 milioni di copie vendute. Nel settembre 2011 il gioco è arrivato a vendere oltre 12 milioni di copie in tutto il mondo. A metà 2020 sono stimate oltre 16 milioni di copie vendute.
Inoltre il gioco ha ricevuto ottimi voti dalla maggior parte di riviste e siti web che si occupano di videogiochi: il sito statunitense Game Informer ha recensito Red Dead Redemption dandogli un voto di ben 9,75 su scala di 10, mentre il sito web IGN l'ha votato con 9,8/10. GameSpy (altro sito web) e la rivista GamePro votano il gioco con 5 punti su 5, mentre GameSpot l'ha giudicato con un punteggio di 9,5 su 10.
Metacritic, raccogliendo i voti di altre riviste e siti web, ha calcolato una percentuale del 95% di apprezzamento per Red Dead Redemption. Allo stesso modo, GameRankings ha calcolato una percentuale del 94,67%.
La rivista Play Generation lo classificò come l'undicesimo migliore titolo d'avventura e sesto miglior online del 2010. La stessa testata valutò l'edizione speciale Game of the Year Edition, assegnandole un 97/100, trovandola una delle migliori esperienze videoludiche degli ultimi anni, ora completa di tutte le espansioni, definendola imperdibile.

## Riferimenti
In quanto seguito di Red Dead Revolver, il gioco è ricco di citazioni e riferimenti al predecessore, oltre che a personaggi ed elementi tipici del genere western. Eccone alcuni:
- A un certo punto del gioco, il figlio di John, Jack, sta leggendo un libro, quando John gli chiede di cosa parli. Il figlio risponde che è un libro ambientato nel vecchio West e il protagonista è un cacciatore di taglie che cerca l'uomo che ha ucciso suo padre per vendicarsi, chiaro riferimento a Red Dead Revolver.
- Unendosi ai piccoli accampamenti notturni sparsi per il territorio, si potranno ascoltare delle storie su alcuni dei personaggi principali di Red Dead Revolver.
- L'intera storia di Red Dead Redemption è una sorta di rifacimento di Red Dead Revolver. Il governatore Nate Johns, la vendetta di un figlio per il padre ucciso, e alcuni personaggi del gioco come Bonnie MacFarlane (che ricorda perfettamente Annie Stoakes di Revolver) sono elementi chiave in comune con i due giochi.
- Il covo della banda di Twin Rocks è un altro riferimento a Red Dead Revolver, in particolare al secondo capitolo del gioco dove Red deve affrontare alcuni nemici, due dei quali sono appostati sopra due rocce gemelle e dove al centro ci sono un paio di abitazioni, esattamente lo stesso scenario di Twin Rocks.
- Nel cimitero di Blackwater c'è una tomba con inciso il nome Clinton Underwood, chiaro omaggio al famoso attore Clint Eastwood. Oltre a questo, è presente anche un secondo riferimento all'attore: all'interno del cimitero di Coot's Chapel una lapide porta un'iscrizione dedicata a un "Cowboy senza nome", ovvio riferimento al personaggio dell'Uomo senza nome interpretato da Clint Eastwood nella Trilogia del dollaro.
- Il modo in cui Marston, nascosto dentro un carro con una mitragliatrice, entra a Fort Mercer e stermina la banda di Bill è una probabile citazione di una scena del film Django di Sergio Corbucci, dove dei rivoluzionari si infiltrano in un forte nemico usando proprio un carro con una mitragliatrice.
- Durante i combattimenti si potrà sentire il celebre urlo Wilhelm.
- La cittadina di Plainview è un esplicito riferimento al film Il petroliere; difatti il personaggio interpretato da Daniel Day Lewis nel film è un petroliere chiamato Daniel Plainview, e inoltre l'intera cittadina è piena di torri di trivellazione.
- Il personaggio di Seth Briars è un chiaro riferimento a Gollum, della trilogia Il Signore degli Anelli.
- La missione secondaria "Appetiti Americani" rende omaggio al film cult Le colline hanno gli occhi.
- Nella cittadina di Tumbleweed, all'interno della chiesa è incisa sull'altare la scritta "The Devil has got into that beast" ovvero "Il Diavolo ha posseduto quella bestia". Inoltre, nella stessa città si sente un cane abbaiare, ma nessuno ha mai trovato l'animale: per molti giocatori proprio questo cane è la bestia posseduta.
- Nel convento di Las Hermanas c'è una suora italiana che se provocata inizierà a insultare il giocatore in italiano.
- Il trofeo chiamato "Austin Superpower" è un chiaro riferimento al film Austin Powers - Il controspione.
- Il trofeo chiamato "Più di un pugno" è un riferimento al celebre western italiano Per un pugno di dollari.
- Il trofeo chiamato "Schiva questa!" è un riferimento alla celebre frase del film Matrix.
- Il trofeo chiamato "Per due Bottini in più" è un riferimento al western Per qualche dollaro in più.
- Il trofeo chiamato "Un dado per domarli" è un riferimento alla celebre frase del libro Il Signore degli Anelli.
- ll trofeo chiamato "Zed è morto, piccola" è un riferimento alla famosa frase di Pulp Fiction.

## Red Dead Redemption: The Man from Blackwater
Il 29 maggio 2010 è stato mandato in onda su Fox un cortometraggio intitolato Red Dead Redemption: The Man from Blackwater, realizzato con la stessa tecnologia del videogioco (alcune scene sono infatti prese direttamente da delle scene di Red Dead Redemption, mentre altre sono state realizzate appositamente per il film).

## Prequel
Il 18 ottobre 2016 viene ufficialmente annunciato da Rockstar Games Red Dead Redemption II e il 20 ottobre viene mostrato il primo trailer del videogioco. Il secondo trailer viene pubblicato il 28 settembre 2017 e il terzo esce il 2 maggio 2018, confermando che il gioco è un prequel che racconta la storia del fuorilegge Arthur Morgan e della banda di Van Der Linde.. Il gioco è uscito il 26 ottobre 2018.